# Jacob MacDonald
Jacob MacDonald, född 26 februari 1993, är en amerikansk professionell ishockeyback som spelar för Colorado Eagles i American Hockey League (AHL) under kontrakt med Colorado Avalanche i National Hockey League (NHL).
Han har tidigare spelat på NHL-nivå för Florida Panthers och San Jose Sharks och på lägre nivåer för Springfield Thunderbirds, Binghamton Devils, Albany Devils och Springfield Falcons i AHL, Toledo Walleye och Elmira Jackals i ECHL, Cornell Big Red (Cornell University) i NCAA och Waterloo Black Hawks i USHL.
MacDonald blev aldrig draftad av något NHL-lag.

## Statistik

### Klubbkarriär
| 2009–10    | Compuware                | T1EHL      | 28  | 4  | 11  | 15  | 14  | —  | — | — | — | — |
| 2009–10    | Waterloo Black Hawks     | USHL       | 29  | 4  | 6   | 10  | 8   | 2  | 0 | 0 | 0 | 0 |
| 2010–11    | Waterloo Black Hawks     | USHL       | 58  | 8  | 22  | 30  | 42  | 2  | 1 | 0 | 1 | 0 |
| 2011–12    | Cornell University       | ECAC       | 8   | 0  | 1   | 1   | 2   | —  | — | — | — | — |
| 2012–13    | Cornell University       | ECAC       | 33  | 0  | 3   | 3   | 39  | —  | — | — | — | — |
| 2013–14    | Cornell University       | ECAC       | 32  | 2  | 6   | 8   | 4   | —  | — | — | — | — |
| 2014–15    | Cornell University       | ECAC       | 31  | 2  | 7   | 9   | 8   | —  | — | — | — | — |
| 2014–15    | Elmira Jackals           | ECHL       | 8   | 1  | 2   | 3   | 2   | —  | — | — | — | — |
| 2015–16    | Elmira Jackals           | ECHL       | 72  | 17 | 20  | 37  | 34  | —  | — | — | — | — |
| 2015–16    | Springfield Falcons      | AHL        | 1   | 0  | 0   | 0   | 0   | —  | — | — | — | — |
| 2016–17    | Toledo Walleye           | ECHL       | 30  | 7  | 19  | 26  | 24  | —  | — | — | — | — |
| 2016–17    | Albany Devils            | AHL        | 34  | 8  | 16  | 24  | 9   | 2  | 0 | 0 | 0 | 0 |
| 2017–18    | Binghamton Devils        | AHL        | 75  | 20 | 35  | 55  | 35  | —  | — | — | — | — |
| 2018–19    | Florida Panthers         | NHL        | 2   | 1  | 0   | 1   | 0   | —  | — | — | — | — |
| 2018–19    | Springfield Thunderbirds | AHL        | 72  | 14 | 29  | 43  | 27  | —  | — | — | — | — |
| 2019–20    | Colorado Eagles          | AHL        | 56  | 16 | 26  | 42  | 22  | —  | — | — | — | — |
| 2020–21    | Colorado Avalanche       | NHL        | 33  | 1  | 8   | 9   | 8   | —  | — | — | — | — |
| 2021–22    | Colorado Eagles          | AHL        | 33  | 10 | 15  | 25  | 30  | 7  | 1 | 4 | 5 | 2 |
| 2021–22    | Colorado Avalanche       | NHL        | 8   | 0  | 0   | 0   | 2   | —  | — | — | — | — |
| 2022–23    | Colorado Avalanche       | NHL        | 33  | 0  | 2   | 2   | 11  | —  | — | — | — | — |
| 2022–23    | San Jose Sharks          | NHL        | 25  | 1  | 5   | 6   | 12  | —  | — | — | — | — |
| 2023–24    | San Jose Sharks          | NHL        | 34  | 7  | 2   | 9   | 23  | —  | — | — | — | — |
| 2023–24    | San Jose Barracuda       | AHL        | 6   | 0  | 4   | 4   | 2   | —  | — | — | — | — |
| 2024–25    | Colorado Eagles          | AHL        | 61  | 31 | 24  | 55  | 46  | 9  | 0 | 4 | 4 | 4 |
| NHL totalt | NHL totalt               | NHL totalt | 135 | 10 | 17  | 27  | 56  | —  | — | — | — | — |
| AHL totalt | AHL totalt               | AHL totalt | 340 | 99 | 149 | 248 | 171 | 18 | 1 | 8 | 9 | 6 |

## Meriter och utmärkelser

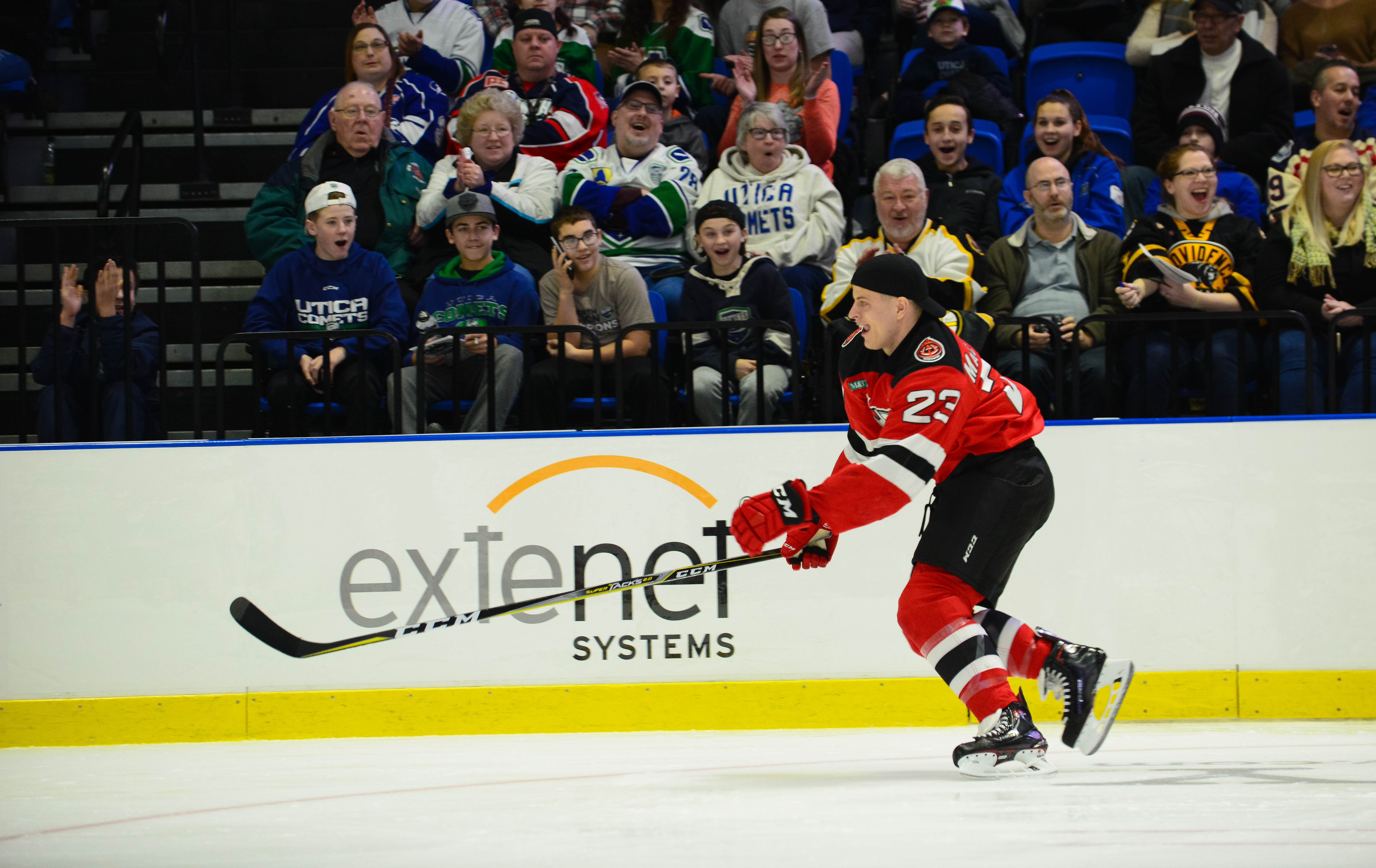
MacDonald med Binghamton Devils vid AHL All-Star Game 2018.

| Merit                | År         |
| -------------------- | ---------- |
| ECHL                 |            |
| All-Rookie Team      | 2016       |
| AHL                  |            |
| All-Star Game        | 2018       |
| First All-Star Team  | 2018, 2025 |
| Second All-Star Team | 2020       |
| Eddie Shore Award    | 2025       |